# سوفوت ديراكاوسال
سوفوت ديراكاوسال (بالتايلندية: รายสุพจร์ ธีรเกาศัลย์)) (18 أغسطس 1949 - ) هو السفير فوق العادة والمفوض لمملكة تايلاند لدى الاتحاد الروسي.

## حياته الدراسية
درس سوفوت ديراكوسال الشؤون الدولية والقانون في جامعة تاماسات ، بانكوك ، وبعد تخرجه إنضم إلى وزارة الخارجية التايلاندية عام 1973 ، وعمل محليًا وفي بعثات دبلوماسية أجنبية في هانوي وجنيف وروما، وعُيّن عام 1995 قنصلًا عامًا في لوس أنجلوس.

## المناصب التي تقلدها
- سفيرًا فوق العادة ومفوضًا لتايلاند عام 2000 لدى دولة الكويت.
- سفير فوق العادة والمفوض لتايلاند لدى الإمارات العربية المتحدة (2002-2004).
- سفيرًا فوق العادة ميانمار عام 2004.
- سفيرًا فوق العادة في روسيا منذ عام 2013.

## حياته العائلية
متزوج من السيدة ديراكوسال عام 1977، وأنجب منها طفلين عام 2004.